# Partizione araldica
Partizione è un termine utilizzato in araldica per indicare le divisioni dello scudo in direzioni araldiche; è superfluità francese dirle convenienti ("convenienti partizioni").
Si definisce partizione anche la divisione regolare in più zone geometriche di un campo, di un carico o di un elemento di una partizione preesistente. Le zone così definite si trovano sullo stesso livello (si considerano «fianco a fianco», a differenza di un carico che si considera «sovrapposto»).
Le 4 partizioni di base (chiamate colpi guerrieri) sono (la numerazione si riferisce alla figura a destra):
- 1. il partito
- 2. il troncato
- 3. il trinciato
- 4. il tagliato

Queste partizioni di base possono combinarsi all'infinito
- 5. l'inquartato (molto frequente) = partito troncato
- 6. l'inquartato in decusse o inquartato in croce di S.Andrea = trinciato tagliato
- 7. il gheronato = partito troncato trinciato tagliato (in 2 colori alternati)

Utilizzando il termine linea per indicare in modo generico le linee di separazione di una partizione, è possibile descrivere qualunque partizione, come segue:
- 8. partito di tre e troncato di due (nella pratica il termine linea si può anche omettere).

Tuttavia, poiché le partizioni regolari sono le più frequenti, abbondano i nomi specifici:
- 9. interzato in sbarra = tagliato di due linee

- allo stesso modo: interzato in palo (= partito di 2 linee), interzato in fascia (= troncato di 2 linee), interzato in banda (= trinciato di 2 linee)
- 10. interzato in pergola

La ripetizione di motivi binari (in cui si alternano due colori) sono denominate convenevoli partizioni.
- 11. fasciato di 6 pezzi (di rosso e d'oro)
- 12. contropalato di 8 pezzi (di verde e di rosso).

La concatenazione in cascata di una partizione si definisce ripartizione:
- 13. troncato d'oro, ritroncato di rosso e d'azzurro.

Infine, si trovano una serie di partizioni che coprono interamente lo scudo con elementi regolari di due colori alternati (anch'esse considerate spesso come ripartizioni):
- 14. punti equipollenti (d'azzurro e di rosso).

- scaccato di x punti (in Francia 16 di norma – o 20 secondo Rietstap; in Italia non si precisa il numero degli scacchi se sono 36, suddivisi in 6 fasce e 6 pali, originato da un partito di 5, troncato di 5).
- ma anche losangato, fusato ::: questi ultimi possono essere in banda, in sbarra…
Il partito è distintivo di parte guelfa, il troncato di parte ghibellina. Queste partizioni formano divisioni che possono a loro volta essere partite, anche più volte. Abbiamo così partizioni composte quali il partito ripartito, il partito di due e troncato di due e l'inquartato. 
Se lo scudo è diviso in tre campi uguali da due linee verticali parallele, si dice interzato in palo; se queste linee sono orizzontali, esso è interzato in fascia; se le linee sono diagonali e scendono da destra a sinistra, lo scudo è interzato in sbarra, se scendono invece da sinistra a destra è interzato in banda. 
Le partizioni non sono soggette alla regola di contrasto dei colori.
La blasonatura può rivelarsi molto complessa quando le linee di partizione abbondano, benché la regola sia molto semplice: ogni elemento (talvolta chiamato erroneamente quartiere) prende un numero d'ordine secondo la regola di priorità l'alto prima del basso, il destro prima del sinistro e si legge come un blasone indipendente in quest'ordine. Si fa eccezione a questa regola, quando la partizione definisce più quartieri uguali, che sono letti insieme dando la precedenza al primo che si incontra (esempio per il blasone 8: partito di 3 e troncato di 2, il 1, 7 e 12 d'azzurro; il 2 e 11 d'oro; il 3, 5, 8 e 10 di rosso; il 4 di verde; il 6 e 9 d'argento).
Quando un quartiere è a sua volta partizionato, la regola si applica in cascata, vale a dire che quando arriva il suo turno, un nuovo ordine sequenziale è ridefinito al suo livello per i suoi quartieri. Per esempio se in una prima partizione che ha costituito 6 quartieri, il quarto è a sua volta partizionato in 3, l'ordine di lettura sarà: 1, 2, 3, 4.1, 4.2, 4.3, 5, 6. Se appena i quartieri hanno qualche minimo carico, all'ascolto, si è rapidamente perduti…